# بكر سعيد بلال
بكر سعيد بلال (ولد عام 1965 وتوفي في 17 آذار 2016 في نابلس)، سياسي فلسطيني وقيادي في حركة حماس.

## نشأته وخلفيته الأسرية
ولد عام 1965 في مدينة نابلس لأسرة تنحدر من بلدة طلوزة شمال المدينة وتلقى تعليمه المدرسي فيها. وكانت أسرته ناشطة في العمل الإسلامي الدعوي، فهو الابن الأكبر للشيخ الداعية سعيد بلال (1934-2005)، وهو أحد مؤسسي جماعة الإخوان المسلمين في فلسطين المحتلة، الذي كان إماماً لمسجد التينة في حارة القريون، وقد اعتقل سعيد بلال عام 1981 على خلفية مشاركته في نشاطات مسلحة وخضع لتحقيق قاسٍ، ثم أفرج وفرضت عليه الإقامة الجبرية ومنع من السفر. وكانت والدته، الحاجّة رابعة، من أوائل الناشطات في العمل النسوي الإسلامي، وقد تعرضت بدورها للملاحقة والاعتقال. وقد شارك اخوته الأربعة أيضا في أعمال المقاومة وتعرضوا للسجن، ففي عام 1995 اعتقل شقيقه عثمان بلال الذي كان من تلامذة الشهيد المهندس يحيى عياش، وصدر بحقه حكم بالسجن المؤبد، واعتقل شقيقه معاذ عام 1998، وصدر بحقه 26 حكما بالسجن المؤبد 26 مرة لدوره القيادي في مجموعة «شهداء من أجل الأسرى» التابعة لكتائب القسام، التي نفذت سلسلة عمليات استشهادية بالقدس المحتلة عام 1997. كما اعتقل شقيقه عمر وسجن لمدة عام، أما شقيقه الأصغر عبادة فاعتقل عام 2002 بتهمة صناعة المتفجرات، وحكم عليه بالسجن 11 عاما وأطلق سراحه بصفقة تبادل الأسرى «وفاء الأحرار» عام 2011، وبعد سنوات من اعتقاله اعتقل الاحتلال زوجته، وحكم عليها بالسجن 20 شهرًا.

## نشاطه السياسي وإعتقاله
انضم مبكرا إلى جماعة الإخوان المسلمين، ومع انطلاقة الانتفاضة الأولى وحركة حماس عام 1987، كان من الرعيل الأول داخل الحركة الوليدة. اعتقل وسجن لفترات متكررة منذ بدايات العام 1992، على خلفية دوره النشط في كتائب عز الدين القسام التابعة لحماس، وبلغ مجموع ما أمضاه في السجون عشرة أعوام ونصفًا.
أصيب في اجتياح نابلس عام 2002 برصاصة في الوجه ونجا من موت محقق. طاردته سلطات الاحتلال لعدة سنوات وأسر عام 2003 بعملية خاصة. خضع لتحقيق قاسٍ وتعرض للتعذيب، وحكم عليه بالسجن لثلاث سنوات ونصف، وسجن بعد انتهاء محكوميته لفترات اعتقال إداري متكررة لازمته حتى آخر أيام حياته.

## وفاته
توفي بنوبة قلبية في 17 آذار 2016، بعد أيام قليلة من خروجه من سجن إداري دام عام ونصف وشيع من مسجد نابلس الصلاحي الكبير ودفن في مقبرتها الشرقية.